# Cylindrotrichum hennebertii
Cylindrotrichum hennebertii är en svampart som beskrevs av W. Gams & Hol.-Jech. 1976. Cylindrotrichum hennebertii ingår i släktet Cylindrotrichum och familjen Chaetosphaeriaceae.   Inga underarter finns listade i Catalogue of Life.